# كيمي بادينوك
كيمي بادينوك (مواليد 2 يناير 1980) هي سياسية بريطانية تشغل منصب وزيرة التجارة منذ سبتمبر 2022.